# Bun (Altos Pirineos)
Bun es una población y comuna francesa, en la región de Mediodía-Pirineos, departamento de Altos Pirineos, en el distrito de Argelès-Gazost y cantón de Aucun.

## Demografía
| 123 | 126 | 113 | 105 | 101 | 108 | 123 |
| Para los censos de 1962 a 1999 la población legal corresponde a la población sin duplicidades (Fuente: INSEE [Consultar]) |     |     |     |     |     |     |